# Obec křesťanů v Česku
Obec křesťanů působí v českých zemích od roku 1925. Za nacistického a komunistického režimu byla její činnost úředně zakázána, pracovala však i nadále v podzemí. Po poslední z těchto nucených přestávek obnovila v Česku svou oficiální činnost v roce 1990 jako spolek a od otevření možnosti registrace nových církví a náboženských společností zákonem č. 3/2002 Sb je registrována jako církev nebo náboženská společnost. Podle sčítání lidu roku 2011 se k ní v České republice přihlásilo 884 osob.

## Obec křesťanů v Československé republice
Prvním impulzem pro založení Obce křesťanů v českých zemích byla služební cesta Idy Freundové, manželky a spolupracovnice pražského právníka Gustava Freunda, do (tehdy německé) Vratislavi v roce 1924, kde měla náhodou možnost prožít bohoslužbu Obce křesťanů a rozhodla se, že toto nové náboženské společenství chce uvést i do Prahy. V Praze pak nalezla několik dalších zájemců a společně se obrátili na vedení Obce křesťanů ve Stuttgartu s žádostí o vyslání kněze do Prahy. Vedením byli dotázáni Eduard Lenz a Josef E. Kral, kteří se rozhodli vyslání přijmout. Přímo na ně se pak dopisem datovaným 29. září 1925 obrátil přípravný výbor pro založení Obce křesťanů v Československu 15. října oba kněží přijeli do Prahy. O Svaté noci 1925 se v prostorách Klubu německých umělkyň v Praze na Perštýně konal první Obřad posvěcení člověka (eucharistická bohoslužba). Bohoslužby se zprvu odehrávaly v němčině, posléze se čtením evangelia a kázáním v češtině. Na podzim roku 1927 byla dokončena česká verze liturgického korpusu; od té doby se bohoslužby konaly střídavě v češtině a v němčině pro českou a německou (z velké části židovskou) část sboru.
Roku 1929 došlo v životě české Obce křesťanů ke dvěma významným krokům — jednak byl založen Spolek přátel Obce křesťanů jakožto právnická osoba zastupující Obec křesťanů v Československu (do té doby se veškerá činnost odehrávala jako soukromá), jednak se pravidelná činnost Obce křesťanů přesunula do Sálu Tychona Brahe a přilehlých prostor v suterénu domu U bílého jednorožce na Staroměstském náměstí v Praze, které dal sboru k dispozici Max Fanta, švagr Idy Freundové.
Během třicátých let vznikly vedle hlavního pražského sboru dva „újezdní sbory“ v Pardubicích a v Semilech (bohoslužby se konaly v soukromých prostorách ve vesnici Pelechov), navštěvované duchovním jen několikrát do roka. Roku 1933 byl vysvěcen a práci v Praze posléze převzal první kněz české národnosti, Josef Adamec.

## Česká Obec křesťanů za nacistického a komunistického režimu
Po obsazení českých zemí nacistickým Německem byla česká Obec křesťanů zařazena mezi organizace, jejichž cíle nejsou v souladu s národně socialistickou ideologií. Její činnost byla postupně omezována a v roce 1942 nakonec zakázána. Sbory navíc ztratily řadu členů židovského původu, kterým se buď podařilo včas emigrovat, nebo zahynuli jako oběti nacistické genocidy.
Po skončení války a obnově Československa česká Obec křesťanů obnovila svou veřejnou činnost nejprve v Praze a následně i v újezdních sborech. Po komunistickém převratu se ovšem opět dostala mezi organizace, jejichž cíle nejsou v souladu se státní ideologií, a v rámci komunistického úderu proti církvím v roce 1951 byla její činnost opět zakázána. Ke krátké obnově veřejného působení došlo v roce 1968, v roce 1971 byl však zákaz zopakován. Podzemní činnost Obce křesťanů sice zachovala kontinuitu po celou dobu od jejího založení až do obnovení činnosti v roce 1989, de iure však v této době Obec křesťanů neexistovala.

## Obec křesťanů v České republice
Po pádu komunistického režimu začala Obec křesťanů veřejně působit opět v lednu 1990 jako ponejprv provizorně ustavené, následně pak podle zákon č. 83/1990 Sb. registrované občanské sdružení Obec křesťanů – hnutí za náboženskou obnovu. Teprve zákon č. 3/2002 Sb. o svobodě náboženského vyznání a postavení církví a náboženských společností ovšem umožnil její registraci jakožto církve nebo náboženské společnosti pod názvem Obec křesťanů v České republice. Jakožto náboženský subjekt minulým režimem zakázaný, tedy bez právní kontinuity, byla ovšem vyloučena z majetkového vyrovnání mezi státem a církvemi a nedostala přiznána tzv. zvláštní práva.
Při obnově své činnosti v roce 1990 začala Obec křesťanů konat pravidelné bohoslužby nejprve jen v Praze. Během 90. letech byl obnoven újezdní sbor v Pardubicích a vytvořen újezdní sbor v Olomouci, v prvním desetiletí 21. století pak přibyly ještě újezdní sbory v Brně a v Příbrami. V roce 1990 měla Obec křesťanů jednoho duchovního, v roce 2020 čtyři. Na sklonku roku 1992 získala česká Obec křesťanů Modrý dům v Praze, který se stal celostátní základnou pro její činnost.

Věková struktura Obce křesťanů v České republice podle sčítání lidu roku 2011

Vzhledem k tomu, že při sčítání lidu roku 2001 Obec křesťanů v České republice ještě neexistovala jakožto náboženský subjekt, mohou jako nezávislé údaje o počtu věřících sloužit jen výsledky sčítání lidu v roce 2011, podle nichž se k Obci křesťanů v České republice přihlásilo 884 osob.
V rámci regionálního uspořádání celosvětové organizace Obce křesťanů byla Obec křesťanů v České republice do roku 2017 součástí oblasti Bavorsko-Rakousko-Česko, do níž patřily i vznikající sbory v Maďarsku a iniciativa k založení Obce křesťanů na Slovensku, roku 2017 byla zřízena nová oblast Střední Evropa, sdružující sbory v Česku, Rakousku, Maďarsku a Rumunsku, jakož i iniciativy k založení sborů na Slovensku a ve Slovinsku.
Obec křesťanů v České republice vydává od roku 1998 vlastní veřejné periodikum Okruh a střed (ročníky 1998 a 1999 jako časopis, od ročníku 2000 jako tematický sborník). Pro vnitřní potřebu je publikován program činnosti a zprávy v několikrát ročně vydávaném Oznamovateli Obce křesťanů, od covidového lockdownu na jaře 2020 navíc vychází „samoobslužný nepravidelník“ Vzkazatelna.

## Ekumenické vztahy
Obec křesťanů v České republice je členskou církví Ekumenické akademie Praha a České křesťanské environmentální sítě.